# Peter Fleming
Peter Fleming (Chatham (New Jersey), 21 januari 1955) is een voormalig tennisspeler uit de Verenigde Staten van Amerika. Hij is vooral bekend als de dubbelspelpartner van John McEnroe, met wie hij 50 titels won in de jaren 70 en 80. Fleming en McEnroe wonnen vier dubbelspeltitels op Wimbledon en drie op het US Open; in 1984 werd het duo #1. Als enkelspeler was Flemings hoogste positie no. 8. Verder won Fleming drie Davis Cup-finales (in 1979, 1981 en 1982). Na zijn actieve carrière werd hij commentator voor verscheidene mediastations.

## Palmares

### Enkelspel
| Nr.              | Datum             | Toernooi          | Ondergrond | Tegenstander in finale | Score                   |         |
| ---------------- | ----------------- | ----------------- | ---------- | ---------------------- | ----------------------- | ------- |
| gewonnen finales |                   |                   |            |                        |                         |         |
| 1.               | 3 december 1978   | ATP Bologna       | Tapijt (i) | Adriano Panatta        | 6-2, 7-6                | details |
| 2.               | 20 augustus 1979  | ATP Cincinnati    | Hardcourt  | Roscoe Tanner          | 6-4, 6-2                | details |
| 3.               | 17 september 1979 | ATP Los Angeles   | Tapijt (i) | John McEnroe           | 6-4, 6-4                | details |
| verloren finales |                   |                   |            |                        |                         |         |
| 1.               | 2 oktober 1978    | ATP Hawai         | Hardcourt  | Bill Scanlon           | 2-6, 0-6                | details |
| 2.               | 11 december 1978  | WCT Challenge Cup | Hardcourt  | Ilie Năstase           | 6-2, 6-5, 2-6, 4-6, 4-6 | details |
| 3.               | 20 mei 1979       | ATP San Jose      | Tapijt (i) | John McEnroe           | 6-7, 6-7                | details |
| 4.               | 24 september 1979 | ATP San Francisco | Tapijt (i) | John McEnroe           | 6-4, 5-7, 2-6           | details |
| 5.               | 1 oktober 1979    | ATP Hawai         | Hardcourt  | Bill Scanlon           | 1-6, 1-6                | details |

### Dubbelspel
| Nr.                              | Datum             | Toernooi              | Ondergrond    | Partner         | Tegenstanders in finale              | Score                   |         |
| -------------------------------- | ----------------- | --------------------- | ------------- | --------------- | ------------------------------------ | ----------------------- | ------- |
| gewonnen finales herendubbelspel |                   |                       |               |                 |                                      |                         |         |
| 1.                               | 10 april 1978     | ATP Monte Carlo WCT   | Gravel        | Tomáš Šmíd      | Jaime Fillol Sr. Ilie Năstase        | 6-4, 7-5                | details |
| 2.                               | 31 juli 1978      | ATP South Orange      | Gravel        | John McEnroe    | Ion Țiriac Guillermo Vilas           | 6-3, 6-3                | details |
| 3.                               | 25 september 1978 | ATP San Francisco     | Tapijt (i)    | John McEnroe    | Bob Lutz Stan Smith                  | 5-7, 6-4, 6-4           | details |
| 4.                               | 30 oktober 1978   | ATP Keulen            | Hardcourt (i) | John McEnroe    | Bob Hewitt Frew McMillan             | 6-3, 6-2                | details |
| 5.                               | 19 november 1978  | ATP Wembley           | Tapijt (i)    | John McEnroe    | Bob Hewitt Frew McMillan             | 6-1, 6-4                | details |
| 6.                               | 3 december 1978   | ATP Bologna           | Tapijt (i)    | John McEnroe    | Jean-Louis Haillet Antonio Zugarelli | 6-1, 6-4                | details |
| 7.                               | 11 december 1978  | ATP Johannesburg      | Hardcourt     | Raymond Moore   | Bob Hewitt Frew McMillan             | 6-3, 7-6                | details |
| 8.                               | 1 januari 1979    | Masters               | Tapijt (i)    | John McEnroe    | Wojtek Fibak Tom Okker               | 6-4, 6-2, 6-4           | details |
| 9.                               | 1 januari 1979    | WCT World Doubles     | Tapijt (i)    | John McEnroe    | Ilie Năstase Sherwood Stewart        | 3-6, 6-2, 6-3, 6-1      | details |
| 10.                              | 26 maart 1979     | ATP New Orleans       | Tapijt (i)    | John McEnroe    | Bob Lutz Stan Smith                  | 6-1, 6-3                | details |
| 11.                              | 2 april 1979      | ATP Milaan            | Tapijt (i)    | John McEnroe    | José Luis Clerc Tomáš Šmíd           | 6-1, 6-3                | details |
| 20.                              | 9 april 1979      | ATP Rotterdam         | Tapijt (i)    | John McEnroe    | Heinz Günthardt Bernard Mitton       | 6-4, 6-4                | details |
| 13.                              | 23 april 1979     | ATP San Jose          | Tapijt (i)    | John McEnroe    | Henry Pfister Brad Rowe              | 6-3, 6-4                | details |
| 14.                              | 28 mei 1979       | ATP Rome              | Gravel        | Tomáš Šmíd      | José Luis Clerc Ilie Năstase         | 4-6, 6-1, 7-5           | details |
| 15.                              | 25 juni 1979      | Wimbledon             | Gras          | John McEnroe    | Brian Gottfried Raúl Ramírez         | 4-6, 6-4, 6-2, 6-2      | details |
| 16.                              | 15 juli 1979      | ATP Forest Hills WCT  | Gravel        | John McEnroe    | Gene Mayer Sandy Mayer               | 6-7, 7-6, 6-3           | details |
| 17.                              | 30 juli 1979      | ATP South Orange      | Gravel        | John McEnroe    | Fritz Buehning Bruce Nichols         | 6-1, 6-3                | details |
| 18.                              | 13 augustus 1979  | ATP Montréal/Toronto  | Hardcourt     | John McEnroe    | Heinz Günthardt Bob Hewitt           | 6-7, 7-6, 6-1           | details |
| 19.                              | 27 augustus 1979  | US Open               | Hardcourt     | John McEnroe    | Bob Lutz Stan Smith                  | 6-2, 6-4                | details |
| 20.                              | 24 september 1979 | ATP San Francisco     | Tapijt (i)    | John McEnroe    | Wojtek Fibak Frew McMillan           | 6-1, 6-4                | details |
| 21.                              | 5 november 1979   | ATP Stockholm         | Hardcourt (i) | John McEnroe    | Wojtek Fibak Tom Okker               | 6-4, 6-4                | details |
| 22.                              | 19 november 1979  | ATP Wembley           | Tapijt (i)    | John McEnroe    | Tomáš Šmíd Stan Smith                | 6-2, 6-3                | details |
| 23.                              | 26 november 1979  | ATP Bologna           | Tapijt (i)    | John McEnroe    | Fritz Buehning Ferdi Taygan          | 6-1, 6-1                | details |
| 24.                              | 7 januari 1980    | Masters               | Tapijt (i)    | John McEnroe    | Wojtek Fibak Tom Okker               | 6-3, 7-6, 6-1           | details |
| 25.                              | 28 januari 1980   | ATP Philadelphia      | Tapijt (i)    | John McEnroe    | Brian Gottfried Raúl Ramírez         | 6-3, 7-6                | details |
| 26.                              | 31 maart 1980     | ATP Milaan            | Tapijt (i)    | John McEnroe    | Andrew Pattison Butch Walts          | 6-2, 6-7, 6-2           | details |
| 27.                              | 5 mei 1980        | ATP Forest Hills WCT  | Gravel        | John McEnroe    | Peter McNamara Paul McNamee          | 6-2, 5-7, 6-2           | details |
| 28.                              | 22 september 1980 | ATP San Francisco     | Tapijt (i)    | John McEnroe    | Gene Mayer Sandy Mayer               | 6-1, 6-4                | details |
| 29.                              | 29 september 1980 | ATP Hawai             | Hardcourt     | John McEnroe    | Victor Amaya Henry Pfister           | 7-6, 6-7, 6-2           | details |
| 30.                              | 13 oktober 1980   | ATP Sydney            | Hardcourt (i) | John McEnroe    | Tim Gullikson Johan Kriek            | 4-6, 6-1, 6-2           | details |
| 31.                              | 10 november 1980  | ATP Hongkong          | Hardcourt     | Ferdi Taygan    | Bruce Manson Brian Teacher           | 7-5, 6-2                | details |
| 32.                              | 17 november 1980  | ATP Wembley           | Tapijt (i)    | John McEnroe    | Bill Scanion Eliot Teltscher         | 7-5, 6-3                | details |
| 33.                              | 12 januari 1981   | Masters               | Tapijt (i)    | John McEnroe    | Peter McNamara Paul McNamee          | 6-4, 6-3                | details |
| 34.                              | 20 april 1981     | ATP Las Vegas         | Hardcourt     | John McEnroe    | Tracy Delatte Trey Waltke            | 6-3, 7-6                | details |
| 35.                              | 4 mei 1980        | ATP Forest Hills WCT  | Gravel        | John McEnroe    | John Fitzgerald Andy Kohlberg        | 6-4, 6-4                | details |
| 36.                              | 22 juni 1981      | Wimbledon             | Gras          | John McEnroe    | Bob Lutz Stan Smith                  | 6-4, 6-4, 6-4           | details |
| 37.                              | 17 augustus 1981  | ATP Atlanta           | Hardcourt     | Fritz Buehning  | Sammy Giammalva Jr. Tony Giammalva   | 6-4, 4-6, 6-3           | details |
| 38.                              | 31 augustus 1981  | US Open               | Hardcourt     | John McEnroe    | Heinz Günthardt Peter McNamara       | walk-over               | details |
| 39.                              | 21 september 1981 | ATP San Francisco     | Tapijt (i)    | John McEnroe    | Mark Edmondson Sherwoord Stewart     | 7-6, 6-4                | details |
| 40.                              | 12 oktober 1981   | ATP Sydney            | Hardcourt (i) | John McEnroe    | Sherwoord Stewart Ferdi Taygan       | 6-7, 7-6, 6-1           | details |
| 41.                              | 11 januari 1982   | Masters               | Tapijt (i)    | John McEnroe    | Kevin Curren Steve Denton            | 6-3, 6-3                | details |
| 42.                              | 25 januari 1982   | ATP Philadelphia      | Tapijt (i)    | John McEnroe    | Sherwoord Stewart Ferdi Taygan       | 7-6, 6-4                | details |
| 43.                              | 23 augustus 1982  | ATP Cincinnati        | Hardcourt     | John McEnroe    | Steve Denton Mark Edmondson          | 6-2, 6-3                | details |
| 44.                              | 14 november 1982  | ATP Wembley           | Tapijt (i)    | John McEnroe    | Heinz Günthardt Tomáš Šmíd           | 7-6, 6-4                | details |
| 45.                              | 17 januari 1983   | Masters               | Tapijt (i)    | John McEnroe    | Sherwood Stewart Ferdi Taygan        | 6-2, 6-2                | details |
| 46.                              | 18 april 1983     | ATP Los Angeles       | Hardcourt     | John McEnroe    | Sandy Mayer Ferdi Taygan             | 6-1, 6-2                | details |
| 47.                              | 20 juni 1983      | Wimbledon             | Gras          | John McEnroe    | Tim Gullikson Tom Gullikson          | 6-4, 6-3, 6-4           | details |
| 48.                              | 29 augustus 1983  | US Open               | Hardcourt     | John McEnroe    | Fritz Buehning Van Winitsky          | 6-3, 6-4, 6-2           | details |
| 49.                              | 26 september 1983 | ATP San Francisco     | Tapijt (i)    | John McEnroe    | Ivan Lendl Vincent Van Patten        | 6-1, 6-2                | details |
| 50.                              | 14 november 1983  | ATP Wembley           | Tapijt (i)    | John McEnroe    | Steve Denton Sherwoord Stewart       | 6-3, 6-4                | details |
| 51.                              | 9 januari 1984    | Masters               | Tapijt (i)    | John McEnroe    | Pavel Složil Tomáš Šmíd              | 6-2, 6-2                | details |
| 52.                              | 30 januari 1984   | ATP Philadelphia      | Tapijt (i)    | John McEnroe    | Henri Leconte Yannick Noah           | 6-2, 6-3                | details |
| 53.                              | 13 februari 1984  | ATP Memphis           | Tapijt (i)    | Fritz Buehning  | Heinz Günthardt Tomáš Šmíd           | 6-3, 6-0                | details |
| 54.                              | 6 maart 1984      | ATP Madrid            | Tapijt (i)    | John McEnroe    | Fritz Buehning Ferdi Taygan          | 6-3, 6-3                | details |
| 55.                              | 25 juni 1984      | Wimbledon             | Gras          | John McEnroe    | Pat Cash Paul McNamee                | 6-2, 5-7, 6-2, 3-6, 6-3 | details |
| 56.                              | 19 augustus 1984  | ATP Montréal/Toronto  | Hardcourt     | John McEnroe    | John Fitzgerald Kim Warwick          | 6-4, 6-2                | details |
| 57.                              | 23 september 1984 | ATP San Francisco     | Tapijt (i)    | John McEnroe    | Sammy Giammalva Jr. Mike De Palmer   | 6-3, 6-4                | details |
| 58.                              | 13 januari 1985   | Masters               | Tapijt (i)    | John McEnroe    | Pavel Složil Tomáš Šmíd              | 6-2, 6-2                | details |
| 59.                              | 24 februari 1985  | ATP Toronto           | Tapijt (i)    | Anders Järryd   | Glenn Layendecker Glenn Michibata    | 7-6, 6-2                | details |
| 60.                              | 2 maart 1985      | ATP Houston           | Tapijt (i)    | John McEnroe    | Henry Pfister Ben Testerman          | 6-3, 6-2                | details |
| 61.                              | 2 maart 1986      | ATP La Quinta         | Hardcourt     | Guy Forget      | Yannick Noah Sherwoord Stewart       | 6-4, 6-3                | details |
| 62.                              | 10 augustus 1986  | ATP Stratton Mountain | Hardcourt     | John McEnroe    | Paul Annacone Christo van Rensburg   | 6-3, 3-6, 6-3           | details |
| 63.                              | 28 september 1986 | ATP San Francisco     | Tapijt (i)    | John McEnroe    | Mike De Palmer Gary Donnelly         | 6-4, 7-6                | details |
| 64.                              | 2 november 1986   | ATP Parijs            | Tapijt (i)    | John McEnroe    | Mansour Bahrami Diego Pérez          | 6-3, 6-2                | details |
| 65.                              | 16 november 1986  | ATP Wembley           | Tapijt (i)    | John McEnroe    | Kim Warwick Sherwoord Stewart        | 3-6, 7-6, 6-2           | details |
| 66.                              | 2 augustus 1987   | ATP Washington        | Hardcourt     | Gary Donnelly   | Laurie Warder Blaine Willenborg      | 6-2, 7-6                | details |
| verloren finales herendubbelspel |                   |                       |               |                 |                                      |                         |         |
| 1.                               | 15 maart 1976     | ATP La Costa          | Hardcourt     | Gene Mayer      | Marty Riessen Roscoe Tanner          | 6-7, 6-7                | details |
| 2.                               | 8 augustus 1977   | ATP Columbus          | Gravel        | Gene Mayer      | Bob Lutz Stan Smith                  | 6-4, 5-7, 2-6           | details |
| 3.                               | 12 september 1977 | ATP Laguna Niguel     | Hardcourt     | Trey Waltke     | James Chico Hagey Billy Martin       | 3-6, 4-6                | details |
| 4.                               | 28 november 1977  | ATP Johannesburg WCT  | Hardcourt     | Raymond Moore   | Bob Lutz Stan Smith                  | 3-6, 5-7, 7-6, 6-7      | details |
| 5.                               | 26 juni 1978      | Wimbledon             | Gras          | John McEnroe    | Bob Hewitt Frew McMillan             | 1-6, 4-6, 2-6           | details |
| 6.                               | 2 oktober 1978    | ATP Hawai             | Hardcourt     | John McEnroe    | Tim Gullikson Tom Gullikson          | 6-7, 6-7                | details |
| 7.                               | 22 januari 1979   | ATP Philadelphia      | Tapijt (i)    | John McEnroe    | Wojtek Fibak Tom Okker               | 7-5, 1-6, 3-6           | details |
| 8.                               | 10 augustus 1980  | ATP Columbus          | Hardcourt     | Eliot Teltscher | Brian Gottfried Sandy Mayer          | 4-6, 2-6                | details |
| 9.                               | 25 augustus 1980  | US Open               | Hardcourt     | John McEnroe    | Bob Lutz Stan Smith                  | 6-7, 6-3, 1-6, 6-3, 3-6 | details |
| 10.                              | 10 augustus 1981  | ATP Montréal/Toronto  | Hardcourt     | John McEnroe    | Raúl Ramírez Ferdi Taygan            | 6-2, 6-7, 4-6           | details |
| 11.                              | 9 november 1981   | ATP Wembley           | Tapijt (i)    | John McEnroe    | Sherwoord Stewart Ferdi Taygan       | 5-7, 7-6, 6-4           | details |
| 12.                              | 8 februari 1982   | ATP Memphis           | Tapijt (i)    | John McEnroe    | Kevin Curren Steve Denton            | 6-7, 6-4, 2-6           | details |
| 13.                              | 21 juni 1982      | Wimbledon             | Gras          | John McEnroe    | Paul McNamara Paul McNamee           | 3-6, 2-6                | details |
| 14.                              | 17 augustus 1982  | ATP Montréal/Toronto  | Hardcourt     | John McEnroe    | Steve Denton Mark Edmondson          | 7-6, 5-7, 2-6           | details |
| 15.                              | 6 februari 1983   | ATP Philadelphia      | Tapijt (i)    | John McEnroe    | Kevin Curren Steve Denton            | 4-6, 6-7                | details |
| 16.                              | 14 maart 1983     | ATP Rotterdam         | Tapijt (i)    | Pavel Složil    | Fritz Buehning Tom Gullikson         | 6-7, 6-4, 6-7           | details |
| 17.                              | 21 maart 1983     | ATP Milaan            | Tapijt (i)    | Fritz Buehning  | Pavel Složil Tomáš Šmíd              | 2-6, 7-5, 4-6           | details |
| 18.                              | 7 november 1983   | ATP Stockholm         | Hardcourt (i) | Johan Kriek     | Anders Järryd Hans Simonsson         | 3-6, 4-6                | details |
| 19.                              | 6 juli 1986       | Wimbledon             | Gras          | Gary Donnelly   | Joakim Nyström Mats Wilander         | 6-7, 3-6, 3-6           | details |
| 20.                              | 21 september 1986 | ATP Los Angeles       | Hardcourt     | John McEnroe    | Stefan Edberg Anders Järryd          | 6-3, 5-7, 6-7           | details |
| 21.                              | 10 mei 1987       | ATP Forest Hills      | Gravel        | Gary Donnelly   | Guy Forget Yannick Noah              | 6-4, 4-6, 1-6           | details |

## Resultaten grandslamtoernooien
| Legenda | Legenda                          |
| ------- | -------------------------------- |
| g.t.    | geen toernooi gehouden           |
| l.c.    | lagere categorie                 |
| –       | niet deelgenomen                 |
| G       | uitgeschakeld in de groepsfase   |
| 1R      | uitgeschakeld in de eerste ronde |
| 2R      | uitgeschakeld in de tweede ronde |
| 3R      | uitgeschakeld in de derde ronde  |
| 4R      | uitgeschakeld in de vierde ronde |
| KF      | uitgeschakeld in de kwartfinale  |
| HF      | uitgeschakeld in de halve finale |
| F       | de finale verloren               |
| W       | het toernooi gewonnen            |
| w-v     | winst/verlies-balans             |

### Enkelspel
| Toernooi        | 1976 | 1977 | 1977 | 1978 | 1979 | 1980 | 1981 | 1982 | 1983 | 1984 | 1985 | 1986 | 1987 |
| --------------- | ---- | ---- | ---- | ---- | ---- | ---- | ---- | ---- | ---- | ---- | ---- | ---- | ---- |
| Australian Open | –    | 2R   | –    | –    | –    | 1R   | –    | –    | 3R   | –    | –    | –    | –    |
| Roland Garros   | –    | 2R   | 2R   | –    | 1R   | 2R   | –    | –    | –    | 1R   | –    | –    | –    |
| Wimbledon       | –    | 1R   | 1R   | 2R   | 2R   | KF   | 2R   | 1R   | 2R   | 1R   | 1R   | –    | 1R   |
| US Open         | 2R   | 2R   | 2R   | 3R   | 2R   | 2R   | 2R   | –    | 2R   | 1R   | 2R   | –    | 2R   |

### Mannendubbelspel
| Toernooi        | 1974 | 1975 | 1976 | 1977 | 1977 | 1978 | 1979 | 1980 | 1981 | 1982 | 1983 | 1984 | 1985 | 1986 | 1987 |
| --------------- | ---- | ---- | ---- | ---- | ---- | ---- | ---- | ---- | ---- | ---- | ---- | ---- | ---- | ---- | ---- |
| Australian Open | –    | –    | –    | 1R   | –    | –    | –    | 2R   | –    | –    | 3R   | –    | –    | –    | –    |
| Roland Garros   | –    | –    | –    | 1R   | 1R   | –    | 1R   | 3R   | –    | –    | 1R   | 1R   | –    | 3R   | HF   |
| Wimbledon       | –    | –    | 1R   | 1R   | 1R   | F    | W    | HF   | W    | F    | W    | W    | HF   | F    | 2R   |
| US Open         | 2R   | –    | 3R   | 1R   | 1R   | KF   | W    | F    | W    | KF   | W    | HF   | KF   | –    | 1R   |